# Yom Hazikaron
Yom HaZikaron (au nom complet hébreu  יום הזיכרון לחללי מערכות ישראל ולנפגעי פעולות האיבה  pouvant être transcrit Yom Hazikaron lèhalalei maʿarakhot Israël oulènifgaei peoulot eiva en alphabet latin et traduisible en français par « jour du souvenir pour les victimes de guerre israéliennes et pour les victimes des opérations de haine ») est un temps fixé par l’État d’Israël dans la seconde moitié du XXe siècle afin de rendre hommage aux soldats morts pour la patrie.
Cette commémoration qui précède les festivités du jour commémorant l'indépendance d'Israël a ensuite été étendue aux civils israéliens et aux personnes juives victimes du terrorisme depuis 1945. Elle se tient généralement le 4 iyar (entre mi-avril et mi-mai du calendrier grégorien selon les années) et donne lieu à diverses cérémonies et coutumes de recueillement, dont la fermeture des lieux de loisir et le retentissement de sirènes du souvenir, observée par l’ensemble de la population juive israélienne à l’exception d'une frange du secteur haredi.

## Yom Hazikaron dans les sources historiques et officielles
Les premières manifestations publiques d’honneurs rendus aux morts ont lieu le 5 iyar directement au cours du Yom Haatzmaout ou « Jour de l’Indépendance » évoqué plus haut. Survenant peu après la fin de la guerre d’indépendance, elles consistent alors en discours exaltant « ceux qui sont tombés pour que la nation juive se relève »,.
L’absence d’une date spécifique heurte cependant la sensibilité des familles des disparus qui voient leur deuil personnel subordonné à la joie nationale. David Ben Gourion convoque une commission en 1950 qui, après avoir envisagé différentes dates comme Lag Ba'omer (commémorant, dans l’ethos sioniste, la fin des pertes militaires survenues lors de la révolte de Bar Kokhba) ou le 11 adar (date du décès de Joseph Trumpeldor, tombé en défendant Tel Haï), se décide en faveur du 4 iyar. Cette année-là, en effet, le 5 iyar a lieu chabbat et le deuil n’est pas de mise en ce jour (la célébration de Yom Haatzmaout fut repoussée au dimanche et Yom Hazikaron au jeudi précédent, soit le 3 iyar). Ben Gourion est particulièrement séduit par la conjonction des dates, symbolisant le tribut payé à l’établissement et l’indépendance de la nation mais certaines familles s’en accommodent mal,.
La Loi sur le Jour du Souvenir des Héros (nom complet en hébreu : חוק יום הזיכרון לחללי מלחמת הקוממיות וצבא-הגנה לישראל et en français : « statut du Jour de Commémoration pour ceux qui sont tombés lors de la guerre d’indépendance et pour l’armée de défense d’Israël ») est actée en 1963 et différentes pratiques (sonneries pour les morts, visite des cimetières militaires, etc.), inspirées de cérémonies tenues en Europe après la première guerre mondiale, sont instituées. Depuis la guerre des Six Jours, les cérémonies d’ouverture se tiennent devant le Mur occidental.
En 1980, la commémoration est étendue aux organisations armées avant 1948, ainsi qu’aux agents du Mossad ou du Shabak morts en service. En 1998, à la suite de l’inauguration du mémorial aux victimes des actes de terrorisme, il est décidé de commémorer les victimes civiles, bien que cette décision soit controversée,.

## Observance de Yom Hazikaron

### Date
Yom HaZikaron doit avoir lieu un jour avant Yom Haatzmaout, pour autant que ni l’un ni l’autre n’entraînent d’enfreinte du chabbat, y compris par les préparatifs à la cérémonie. Par conséquent :
- Yom Hazikaron est célébré le 4 iyar, depuis le coucher de soleil de la veille jusqu’à la sortie des étoiles pour autant que le 4 iyar ne tombe pas un jeudi, un vendredi ou un dimanche
- si le 4 iyar a lieu un jeudi, Yom Hazikaron se tient la veille, le mercredi 3 iyar
- si le 4 iyar a lieu un vendredi, Yom Hazikaron est avancé au mercredi 2 iyar
- si le 4 iyar a lieu un dimanche, Yom Hazikaron est reculé au lundi 5 iyar.

### Cérémonies

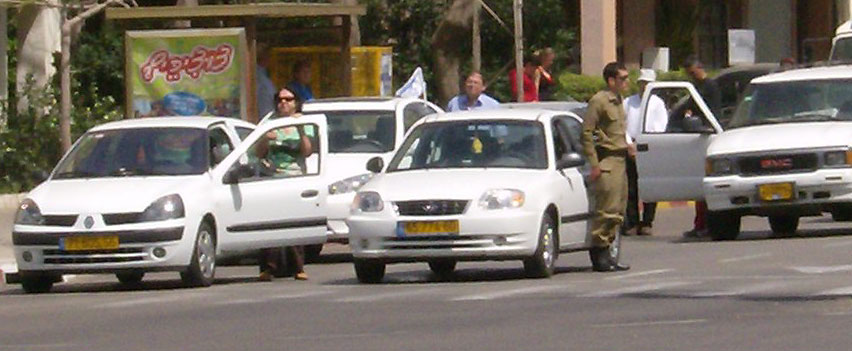
Israël à l’arrêt lorsque résonne la sonnerie en mémoire des morts (Tel Aviv, 2009)

La loi de 1963 prévoit une période de deux minutes de silence, pendant laquelle le pays entier doit se trouver à l’arrêt. Les drapeaux doivent être en berne. Des cérémonies commémoratives sont tenues et des programmes particuliers sont dispensés dans les institutions éducatives et les médias. Les lieux de loisir publics doivent être fermés.
Initialement laïques voire antireligieuses, les cérémonies ont progressivement intégré des éléments plus traditionnels. Le Kaddish et l’hymne El Male Rahamim ont ainsi retrouvé leur place au côté des poèmes et des chants pleurant les disparus.

#### Cérémonies du soir
Yom Hazikaron commence de nos jours au Mur occidental. Une cérémonie se tient au Mur occidental en présence du président de l’État, du général en chef des armées et des familles endeuillées (un amendement à la loi de 1963 leur permet de bénéficier d’un congé exceptionnel en ce jour). À 20 h, une sonnerie du souvenir y retentissant ainsi que dans tout le pays pendant une minute. On récite ensuite un Yizkor particulier. Dans sa version originelle, ce Yizkor, composé par Berl Katznelson pour les morts de Tel Haï, ne contenait aucune référence à Dieu mais elles y ont été introduites depuis par Shlomo Goren, rabbin des armées puis grand-rabbin ashkénaze d’Israël. Des torches du souvenir sont également allumées. D’autres cérémonies ont lieu ensuite en d’autres endroits pour les victimes d’attentats.

#### Cérémonies en journée

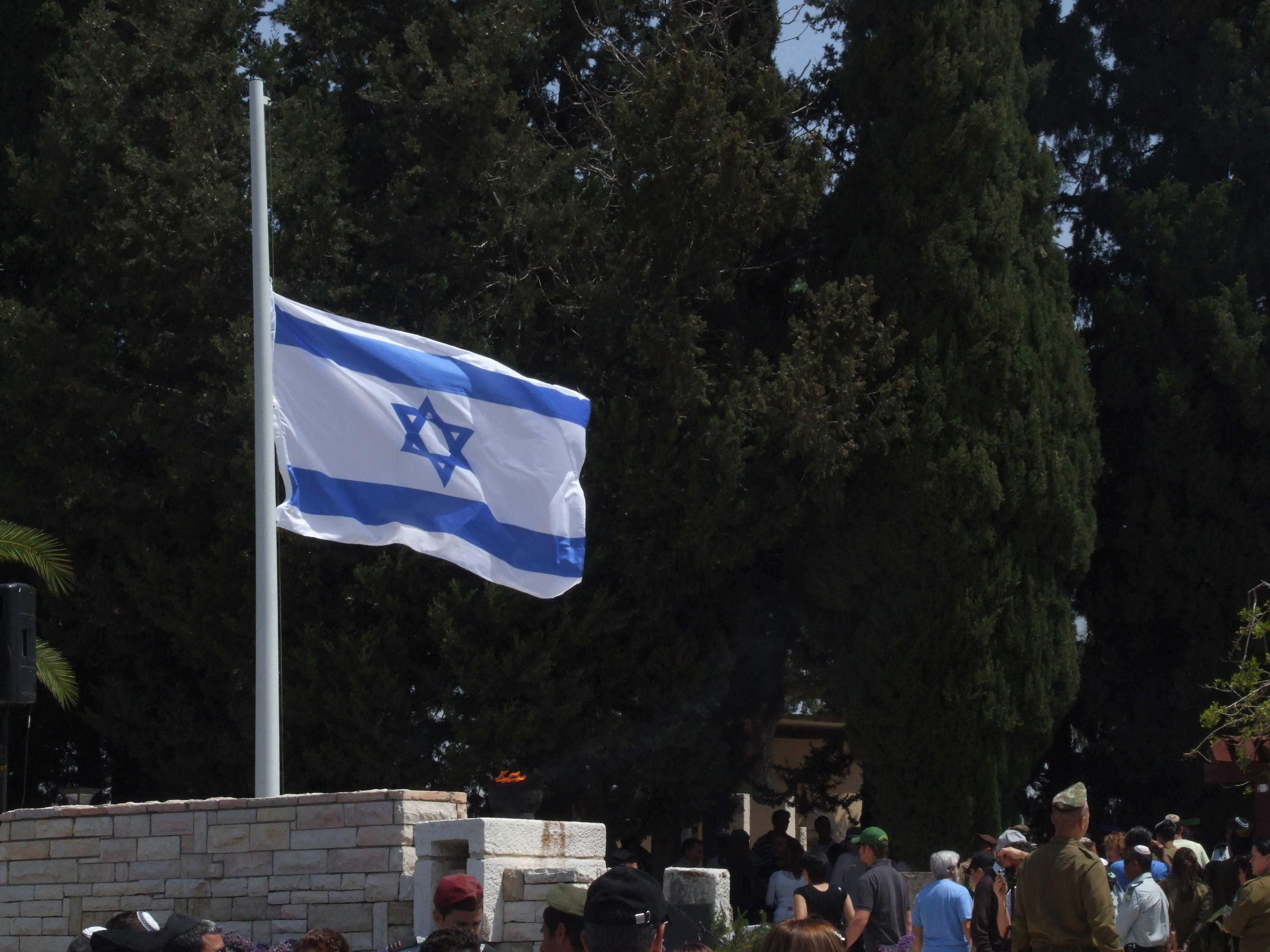
Drapeau en berne lors d’une cérémonie dans un cimetière militaire

Le lendemain, une nouvelle sonnerie retentit à 11 heures pendant deux minutes, suivie d’une visite dans les cimetières militaires, la visite principale se tenant dans le carré militaire du mont Herzl. L’élégie de David pour Saül et Jonathan, archétypes des héros de la nation tombés au combat, y est lue. Les victimes du terrorisme sont commémorées à 13 heures, devant le mémorial qui leur est dédié. De nombreuses cérémonies privées sont organisées par les familles, les écoles, des associations de perpétuation du souvenir des disparus, etc. À 20 heures, la cérémonie de l’allumage des torches clôt le Jour du Souvenir pour ouvrir celui de l’Indépendance.

### Liturgie
Yom Hazikaron prend une importance particulière dans le secteur sioniste-religieux, du fait de la place des harouggei malkhout (Juifs mis à mort par « le royaume », c’est-à-dire les états ou autorités non-juifs) dans la tradition juive en général, et de la perception de l’indépendance d’Israël comme un miracle divin en particulier.
Les prières sont réalisées après la sonnerie des morts, afin qu’elle ne les perturbe pas ; de nombreuses communautés pleurent leurs morts. Au lendemain matin, certains ajoutent le psaume 9 après le kaddish shalem car, d’après Rachi, ce psaume parle de la rédemption future. Le yizkor pour les disparus est également récité.

### Autres coutumes
Il est de coutume de porter en ce jour une immortelle rouge à sa boutonnière car ces fleurs poussent, selon une légende contée par Yitzhak Sadeh au Palmah peu avant l’indépendance de l’Etat d’Israël, là où le sang des Juifs est tombé pour défendre leur terre. Les familles endeuillées reçoivent par ailleurs chaque année une lettre de condoléances personnellement signée par le président de l’Etat.

### Réception et controverses
Initialement conçu pour complémenter Yom Haatzmaout, Yom Hazikaron a largement pris l’ascendant sur lui avec le temps. En effet, alors que la réalité de l’État a été intégrée par les générations nées après sa création, le nombre de morts a augmenté avec les années et concerne de nombreux Israéliens. De plus, les programmes pédagogiques des écoles ainsi que les émissions radiophoniques et télévisées, qui diffusent à longueur de journée les noms des morts et des récits de vie, accroissent l’implication de la population à la réalité israélienne, et ont contribué à l’intégration des immigrants dans leur nouvelle société,.
Yom Hazikaron est pour cette raison totalement ignoré par les Arabes israéliens (mais pas par certains Bédouins) et par certains Haredim opposés au sionisme pour des raisons religieuses ou politiques. Cependant, si la télévision relaye annuellement les images de haredim continuant leurs activités lors des sirènes de la mémoire et que certains tentent de perturber les cérémonies,, une réflexion tend à s’amorcer chez d’autres,.

## Yom Hazikaron en dehors d’Israël
Yom Hazikaron est commémoré en dehors d’Israël par un moment de silence avant les célébrations de Yom Haatzmaout. Certaines congrégations ajoutent une prière spéciale avant le Kaddish.